# 藤井舞 (声優)
藤井 舞（ふじい まい）は、日本の女性声優。主にアダルトゲームに声をあてている。

## 出演作品
※太字はヒロインまたは主役

### ゲーム

#### 2000年
- ハーレムブレイドII（ステビア）

#### 2001年
- V.G. Re-birth（久保田潤、売店のおばちゃん）
- プラチナ（宗谷真希）
- 悪だくみ（新庄綾[2]）

#### 2002年
- 悪だくみ ぬぎぬぎ念シューティング（新庄綾）

#### 2003年
- ヴァリアブル・ジオ 『V.G.NEO』久保田 潤（くぼた じゅん）
- Say Yah! 2003（トナカイ）

#### 2006年
- あの街の恋の詩（守屋 麗子）

#### 2007年
- やんデレ

#### 2011年
- 手毬花（海藤べるが）
- 突然怪人にされた俺と悪堕ちする魔法少女の話（秋月 綾音[3]）

#### 2012年
- 姉と俺はナカがいい（津見 茜[4]）

#### 2013年
- 待雪の花 〜snow drop〜（市ヶ谷 瞳[5]）

#### 2015年
- 機関幕末異聞 ラストキャバリエ（伊東 甲子）

#### 2022年
- 進軍ゴブリン軍団 〜人類総苗床化作戦〜（エミー）

### アニメDVD

#### 2005年
- Theガッツ!（早坂彰）

## インターネットラジオ
- TOPCATキャノンボールラジオ!!
- 突発　ひなまいラジオ